# Elwood (Nebraska)
Elwood è un villaggio degli Stati Uniti d'America, capoluogo della Contea di Gosper nello Stato del Nebraska. Al censimento del 2010 la popolazione è di 707 abitanti.

## Geografia fisica
Le coordinate geografiche di Elwood sono 40°35′19″N 99°51′38″W (40.588632, 99.860603). L'U.S. Census Bureau certifica che Elwood occupa un'area totale di 1,35 km² tutti di terra.

## Monumenti e luoghi d'interesse
Il palazzo di giustizia della Contea di Gosper è stato costruito a Elwood nel 1939.

## Società

### Evoluzione demografica
Al censimento del 2010, risultarono 707 abitanti, 282 nuclei familiari e 183 famiglie residenti in città. Ci sono 312 alloggi con una densità di 231.7/km². La composizione etnica del villaggio è 95.0% bianchi, 0.7% neri o afroamericani, 0.1% nativi americani, 2.3% di altre razze e 3.7% ispanici e latino-americani. Dei 282 nuclei familiari il 29.1% ha figli di età inferiore ai 18 anni che vivono in casa, 55.0% sono coppie sposate che vivono assieme, 7.1% è composto da donne con marito assente, e il 35.1% sono non-famiglie. Il 32.3% di tutti i nuclei familiari è composto da singoli 17.8% da singoli con più 65 anni di età. La dimensione media di un nucleo familiare è di 2.37 mentre la dimensione media di una famiglia è di 2.98. La suddivisione della popolazione per fasce d'età è la seguente: 24.6% sotto i 18 anni, 4.2% dai 18 ai 24, 19.7% dai 25 ai 44, 25.7% dai 45 ai 64, e il 25.7% oltre 65 anni. L'età media è di 46.4 anni. Per ogni 100 donne ci sono 92.7 maschi. Per ogni 100 donne sopra i 18 anni, ci sono 86.6 maschi. Il reddito medio di un nucleo familiare è di $36,500 mentre per le famiglie è di $42,917. Gli uomini hanno un reddito medio di $30,809 contro $22,778 delle donne. Il reddito pro capite del villaggio è di $18,042. Circa il 0.5% delle famiglie e il 3.9% della popolazione è sotto la soglia della povertà. Sul totale della popolazione il 3.0% dei minori di 18 anni e il 6.3% di chi ha più di 65 anni vive sotto la soglia della povertà.

## Collegamenti esterni

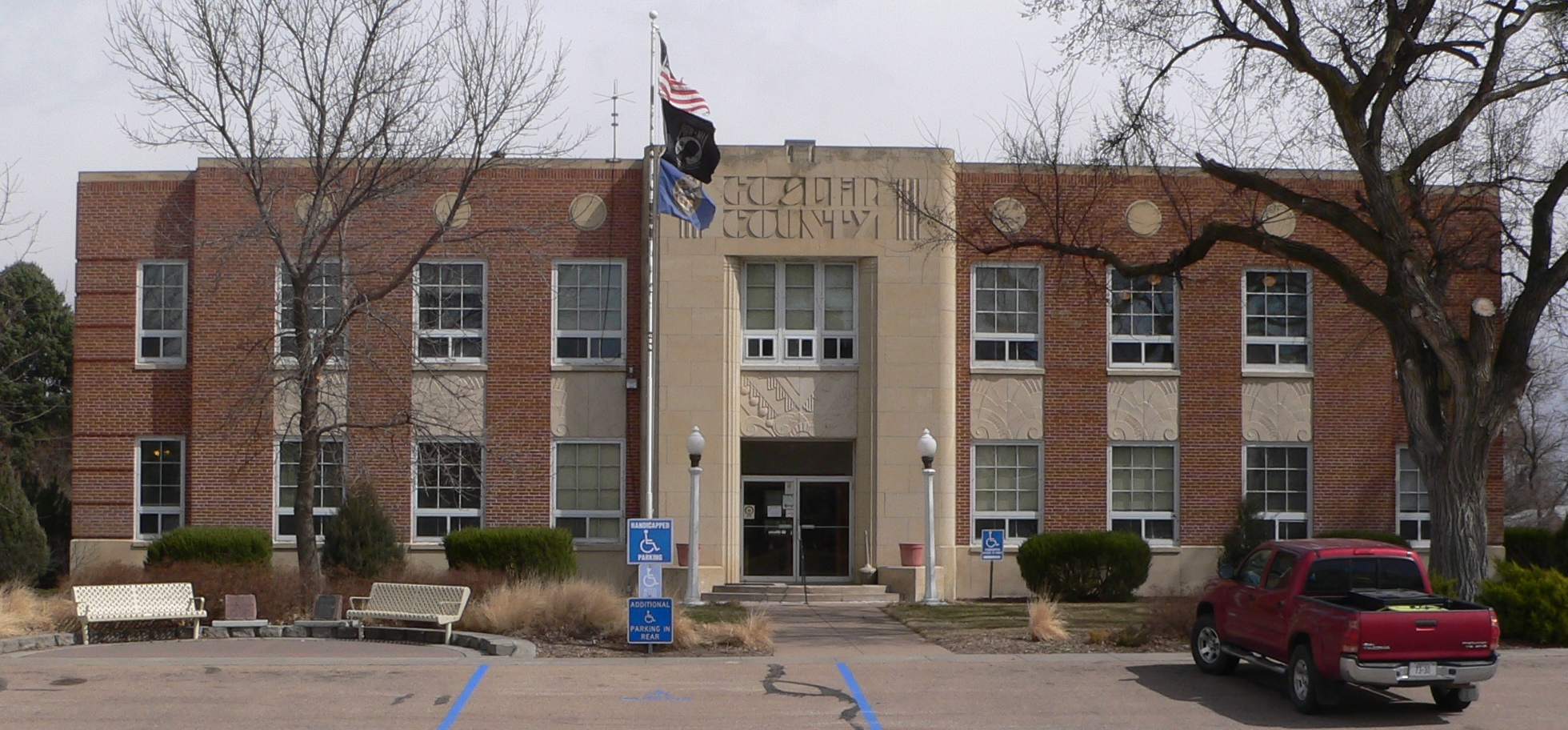
Palazzo di giustizia della Contea di Gosper